# Relacja odwrotna

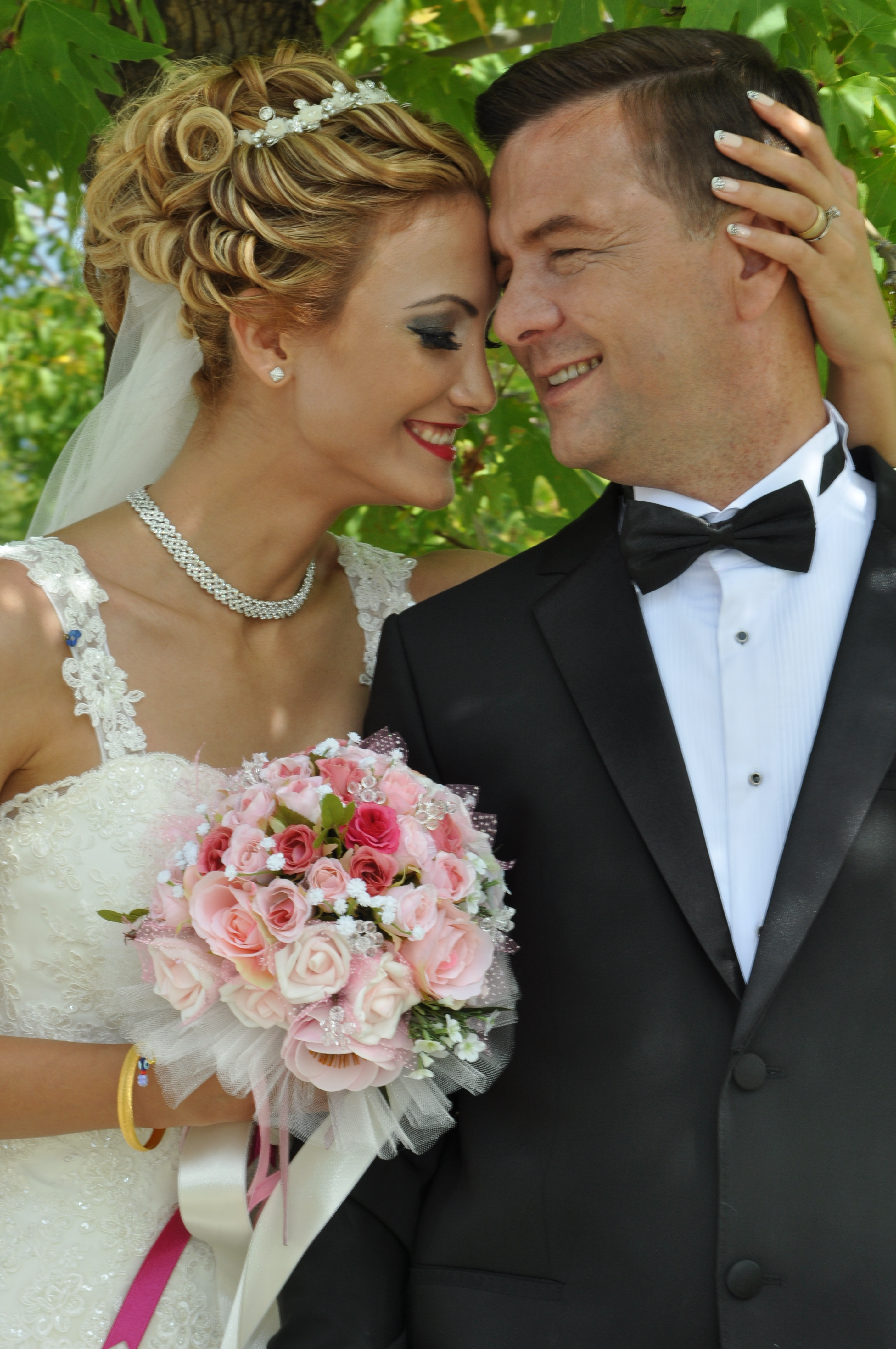
Pojęcia męża i żony to w niektórych krajach relacje odwrotne – można być mężem tylko dla żony i odwrotnie.

Pierwiastek kwadratowy z liczby nieujemnej oraz funkcja kwadratu z taką samą dziedziną to relacje odwrotne.

Relacja odwrotna, konwers relacji – przekształcenie relacji, zwłaszcza dwuargumentowej (binarnej), polegające na zamianie kolejności jej argumentów. Symbolicznie: niech {\displaystyle R\subset X\times Y.} Wtedy relacją odwrotną do {\displaystyle R} nazywa się:
{\displaystyle R^{-1}:=\left\{(y,x)\in Y\times X:\,(x,y)\,\in \,R\right\}.}
Innymi słowy między dwoma elementami zachodzi relacja odwrotna wtedy i tylko wtedy, gdy relacja wyjściowa zachodzi dla nich w odwrotnej kolejności: {\displaystyle yR^{-1}x\Leftrightarrow xRy.} Inne oznaczenie to {\displaystyle {\breve {R}}}.
Odwracanie relacji jest inwolucją: {\displaystyle (R^{-1})^{-1}=R.} Przykłady relacji wzajemnie odwrotnych to przed i po, nad i pod, przodek i potomek, rodzic i dziecko, przełożony i podwładny, następca i poprzednik, język ojczysty i native speaker, a w matematyce – podzbiór i nadzbiór oraz dzielnik i wielokrotność. Relacja symetryczna jest nadzbiorem swojej odwrotności.
Szczególnym przypadkiem odwracania relacji jest odwracanie funkcji.

## Własnościalgebraiczne
Dla zbioru relacji dwuargumentowych z działaniem sumy zbiorów {\displaystyle ({\mathcal {B}}(X),\cup )} odwracanie jest endomorfizmem:
{\displaystyle (R\cup S)^{-1}=R^{-1}\cup S^{-1}.}
Podobne własności zachodzą dla przekroju i różnicy zbiorów:
{\displaystyle (R\cap S)^{-1}=R^{-1}\cap S^{-1},}
{\displaystyle (R\setminus S)^{-1}=R^{-1}\setminus S^{-1}.}
Konwers dopełnienia relacji jest dopełnieniem jej konwersu:
{\displaystyle (R')^{-1}=(R^{-1})'.}
Dla złożenia relacji odwracanie jest już antyhomomorfizmem:
{\displaystyle (S\circ R)^{-1}=R^{-1}\circ S^{-1}.}
Relacja odwrotna nie jest jednak elementem odwrotnym w półgrupie relacji binarnych; w ogólności {\displaystyle R^{-1}\circ R\neq {\text{id}}.} Inkluzja zachodzi tylko dla funkcji częściowych (relacji funkcyjnych), a równość – dla bijekcji.